# 要食物不要炸弹
要食物不要炸弹是由一些相互独立的向其他人免费提供纯素食或素食的集团组织，以疏松编织的结构构成的团体。“要食物不要炸弹”

## 首要原则

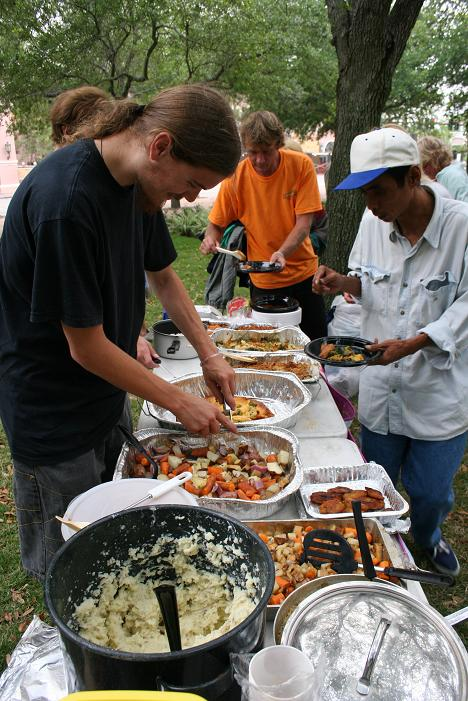

## 历史

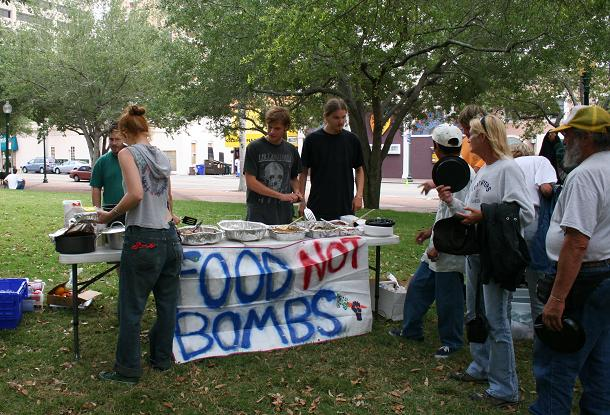